# Tom Bunk
Tomas Maria „Tom“ Bunk (Split, 17. prosinca 1945.) je američki crtač stripova, ilustrator i slikar njemačkog porijekla.

## Životopis
Tom Bunk rođen je i djelimice školovan u Splitu, gdje su živjeli njegovi roditelji, slikar i scenograf Rudolf Gerhart Bunk i Marianne r. Horl. Odselio je s obitelji 1958. u Hamburg, gdje je potom studirao scenografiju i likovnu umjetnost. U Berlin je odselio 1973.  Ondje je počeo slikati komične prizore u ulju. Nakon triju uspješnih izložaba okrenuo se undergroundskom stripu, kompatibilnome hippijskoj generaciji. U Njemačkoj je crtao za Carlsen Verlag, Ravensburger, Volksverlag i Semmel-Verlach. Karikature i stripove objavljivali su mu i satirični tjednik Pardon, pa Rad ab!, Zomix te Hinz und Kunz.
U New York se preselio 1983. i počeo raditi za RAW. Od 1990. godine redoviti je crtač u magazinu Mad.
Ilustrira udžbenike, te izrađuje naslovne slike i ilustracije za dječje knjige. Dulje od deset godina je je radio i za Quantum, dvomjesečnik za matematiku i prirodne znanosti namijenjen studentima. Te ilustracije su izložene 2005. u New Yorku (New York Hall of Science u Queensu) i sabrane u zborniku Quantoons.
Godine 2008. mu je Frankfurter Allgemeine Zeitung objavio autobiografski strip Berlinac u New Yorku. Imao je i nekoliko izložaba u Njemačkoj: u Frankfurtu i Dortmundu, a sudjelovao je i na izložbi stripova u Židovskom muzeju u Berlinu te na Putujućoj izložbi stripa.
Bunk također slika komične i nadrealne slike.
Nagradu za životno djelo u stripu PENG! – Der Münchner Comicpreis dobio je 2015. na münchenskom Comicfestivalu.

## Važnija djela
- U-Comix Sonderband 27 (1980), Volksverlag, ISBN 3-88631-017-5
- Dose Comics (1984), Semmel Verlach
- Tod Im Nacken, Kramer Comics (1985) Semmel Verlach
- Irrwitz 1983, (ostali autori: G.Seyfried, H.Kiefernsauer, W.Stein, D.Surrey), Weissmann Verlag
- Harvey Kurtzman's Strange Adventures (1990), Pyron Press (ostali autori: H. Kurtzman, Crumb, Aragones, Geary, Gibbons, Stout).
- Quantoons (2006), NSTApress (ostali autori: Eisenkraft i Larry D. Kirkpatrik) ISBN 0-87355-265-2
- Memories of a Munchkin, (ostali autori: Hirschfeld, Aragones, Frazetta, Drucker itd.), Backstage Books, New York
- Von Berlin nach New York (2015), Comicplus-Verlag, ISBN 978-3-89474-277-5

## Poveznice
- Strip
- Scenografija

## Vanjske poveznice
- Tom Bunk (službene stranice)
- Gilford, Doug. "Tom Bunk". Mad Cover Site.
- bunkArt
- BUNKOMIX
- bunkartoons